# Пилипівська сільська рада (Фастівський район)
| Пилипівська сільська рада — колишній орган місцевого самоврядування у Фастівському районі Київської області з адміністративним центром у с. Пилипівка. Водоймища на території, підпорядкованій даній раді: річка Кам'янка. Сільській раді підпорядковані населені пункти: - с. Пилипівка - с. Єлизаветівка - с. Королівка |

## Склад ради
Рада складається з 16 депутатів та голови.

### Керівний склад ради
| ПІБ                       | Основні відомості                                                               | Дата обрання | Дата звільнення |
| ------------------------- | ------------------------------------------------------------------------------- | ------------ | --------------- |
| Кириленко Микола Іванович | Сільський голова, 1963 року народження, освіта, безпартійний                    | 26.03.2006   | 31.10.2010      |
| Кириленко Микола Іванович | Сільський голова, 1963 року народження, освіта середня спеціальна, безпартійний | 31.10.2010   |                 |

Примітка: таблиця складена за даними джерела